# Жульєн Грак
Жульєн Грак (фр. Julien Gracq, справжнє ім'я Луї Пуар'є, фр. Louis Poirier; нар. 27 липня 1910, Сен-Флоран-ле-В'єй — пом. 22 грудня 2007, Анже) — французький письменник.

## Біографія
Закінчив у Парижі престижний ліцей Генріха IV. Потім навчався географії та політичних наук, публікував праці з обох спеціальностей. У 1935–1936 роках викладав історію в Нанті. 1935 року вступив у комуністичну партію Франції, почав вивчати російську мову в паризькій Школі східних мов (вийшов з лав партії після підписання Договору про ненапад між Німеччиною та Радянським Союзом). Дебютував романом «Замок Арголь» (1939, під псевдонімом, який став його постійним письменницьким ім'ям), отримав захоплений лист-відгук Андре Бретона. 1939 року мобілізований, брав участь у боях при Дюнкерку, 1940 року потрапив у полон, був інтернований у таборі в Сілезії. 1941 року повернувся додому, був демобілізований, викладав у ліцеях Анже та Ам'єна, в 1947–1970 — професор історії та географії в ліцеї Клода Бернара в Парижі. Багато подорожував.
Жив у рідному містечку на Луарі. Після 1992 року нових книг не публікував, хоча продовжував писати.
Похований на цвинтарі міста Сен-Флоран-ле-В'єй.

## Творчість
Автор декількох романів («Похмурий красень», 1945; «Узбережжя Сирта», 1951) та повістей (зібрані в книзі «Півострів», 1970), близьких до поетики сюрреалізму. Останній з авторів, що визнавав себе спадкоємцем сюрреалістів. Грак — один з небагатьох, чия багаторічна дружба з Бретоном не була зруйнована. Переклав драму Клейста «Пентесілея» (1954). З початку 1960-х років віддавав перевагу фрагментарній прозі у формі записникових записів, дорожніх та щоденникових нотаток. Автор збірки віршів у прозі «Велика свобода», п'єси «Король-рибалка» та гучного у свій час памфлету про шкоду комерціалізації та літературних премій «Література для шлунку». У 2002 році був опублікований збірник інтерв'ю «Бесіди».

## Твори
За незначними винятками всі твори Жульєна Грака опубліковані у видавництві «Жозе Корті» («Éditions José Corti»). Повне зібрання творів у 2 томах вийшло у видавництві Ґаллімар (серія «Бібліотека Плеяди») в 1989 та 1995 роках.
- У замку Арґол (Au château d'Argol), роман (1939)
- Красень пітьми (Un beau ténébreux), роман, (1945)
- Велика свобода (Liberté grande), поезія, (1946)
- Андре Бретон, кілька ракурсів письменника (André Breton, quelques aspects de l'écrivain), (1948)
- Король-рибалка (Le Roi pêcheur), драма (1948)
- Література для шлунку (La Littérature à l'estomac), памфлет про шкідливий вплив літературних премій на літературну якість, (1950)
- Берег Сіртів (Le Rivage des Syrtes), роман, (1951)
- Проза для чужинки (Prose pour l'étrangère), (1952)
- Балкон у лісі (Un balcon en forêt), роман, (1958)
- Преференції (Préférences), (1961)
- Буквиці І (Lettrines I), (1967)
- Півострів (La Presqu'île), новели, (1970)
- Буквиці ІІ (Lettrines II), (1974)
- Вузькі води (Les Eaux étroites), (1976)
- Пишучи читаю, читаючи пишу (En lisant en écrivant), (1980)
- Форма міста (La Forme d'une ville), (1985)
- Навколо семи пагорбів (Autour des sept collines), (1988)
- Зшитки з великого шляху (Carnets du grand chemin), (1992)
- Бесіди (Entretiens), інтерв'ю, (2002)
- Сповна (Plénièrement), Éditions Fata Morgana, 2006) (перевидання тексту присвяченого Андре Бретону, вперше надрукованого в часописі Nouvelle Revue Française у 1967 році)

## Українські переклади
Літературна спадщина Жульєна Грака ще мало відома українському читачеві. Певна частина його поетичного доробку зі збірки «Велика свобода»(Liberté grande) публікувалася в журналі «Світо-вид» за 1997 рік (переклад Романа Осадчука).
Див.: Жюльєн Грак, На вигаданих струнах повітря, пер. з французької Р.Осадчука / Літературно-мистецький журнал Світо-вид, І-ІІ (26-27), 1997, С. 118—121.